# Distretto di Miura
Il distretto di Miura (三浦郡?, Miura-gun) è uno dei distretti della prefettura di Kanagawa, in Giappone.
Attualmente fa parte del distretto solo il comune di Hayama.
| Controllo di autorità | VIAF (EN) 156396648 · LCCN (EN) nr98004874 · J9U (EN, HE) 987007535765205171 · NDL (EN, JA) 00399586 |